# Eagle (Colorado)
Eagle egy város az USA-ban, Colorado államban. A Eagle megye központja. Lakosainak száma 7511 fő (2020. április 1.).

## Népesség
A település népességének változása:
| Lakosok száma | 358  | 6508 | 7511 |
|               | 1920 | 2010 | 2020 |